# Tutankamon
Tutankamon (egipčansko twt-ꜥnḫ-jmn, Təwātə-ʿānəḫ-amānə, egiptološka izgovarjava  Tūt-anḫ-āmen) je bil faraon, zadnji iz svoje kraljevske družine, ki je vladal proti koncu Osemnajste egipčanske dinastije od okoli 1332 do 1323 pr. n. št. (konvencionalna kronologija). Njegov oče je bil zelo verjetno faraon Ehnaton, prepoznan kot mumija iz grobnice KV55 v Dolini kraljev. Njegova mati je bila očetova sestra, prepoznana z DNA testiranjem kot neznana mumija iz KV35, zdaj imenovana Mlajša gospa.
Prestol je prevzel kot osem ali devet let star otrok. V njegovem imenu je vladal njegov naslednik vezir Aj, s katerim je bil morda v sorodu. Ajevo regentstvo je bilo brez primere v egipčanski zgodovini. Tutankamon se je poročil z očetovo polsestro Ankesenamon. Z njo je imel nedonošeno hčerko in hčerko, ki je umrla kmalu po rojstvu.
Faraonovi imeni Tutankaton in Tutankamon naj bi pomenili "Atonova živa podoba" in "Amonova živa podoba", pri čemer je Atona po Ehnatonovi smrti zamenjal Amon. Nekaj egiptologov, vključno z Battiscombeom Gunnom, verjame, da je prevod imena morda napačen. Bolj primeren naj bi bil prevod  "Atonovo življenje je prijetno" ali, kot meni profesor Gerhard Fecht, "Popolno življenje nekoga je Aton".
Tutankamon je obnovil staro egipčansko religijo, ki jo je razpustil njegov oče, obogatil in obdaril duhovniška reda dveh pomembnih kultov ter začel obnavljati stare spomenike, poškodovane v prejšnjem amarnskem obdobju. Posmrtne ostanke svojega očeta je ponovno pokopal v Dolini kraljev in prestolnico iz Aketatona preselil nazaj v Tebe. Bil je invalid zaradi deformacije levega stopala in nekroze kosti. Za hojo je moral uporabljati palice, od katerih so jih več našli v njegovi grobnici. Imel je še druge zdravstvene težave, vključno s skoliozo in malarijo.
Tutankamonovo grobnico je leta 1922 odkril Howard Carter. Grobnica z več kot 5.000 predmeti je vzbudila veliko pozornost svetovnjega tiska, njegova zlata posmrtna maska, ki je zdaj v Egipčanskem muzeju v Kairu pa je postala simbol starega Egipta. Smrt nekaterih oseb, vključenih v odpiranje Tutankamonove grobnice, je bilo splošno pripisano prekletstvu faraonov.
Nekateri njegovi zakladi so z neverjetnim odzivom potovali po vsem svetu. Egiptovski vrhovni svet za starine je leta 1962 odobril razstavo v pariškem Louvru, ki mu je sledil Kiotski mestni muzej umetnosti v Tokiu na Japonskem. Razstavi je obiskalo več milijonov obiskovalcev. Od leta 1972 do 1979 so bili zakladi razstavljeni v Združenih državah Amerike, Sovjetski zvezi, Japonski, Franciji, Kanadi in Zahodni Nemčiji. Sledil je premor do leta 2005. Na mednarodnih razstavah do leta 2011 so bili tudi predmeti njegovih predhodnikov iz Osemnajste dinastije, vključno s Hačepsut in Ehnatonom, vendar brez njegove zlate posmrtne maske. Turneja 2019-2022 se je začela v Los Angelesu in končala v novem Velikem egipčanskem muzeju v Kairu. V njem je prvič razstavljena celotna Tutankamonova zbirka, zbrana iz vseh egiptovskih muzejev in skladišč.

## Družina
Tutankamon je bil rojen kot Tutankaton ali Tutankuaton v pozni Osemnajsti dinastiji. Med očetovim vladanjem se je v Egiptu zgodil dramatičen premik v egipčanski religiji, znan kot atonizem. Prestolnica kraljestva je bila preseljena v Amarno, ki je dala me celemu obdobju.
Proti koncu amarnskega obdobja sta se v zapisih pojavila še dva faraona, ki sta bila očitno Ehnatonova sovladarja: Neferneferuaton, ženska vladarica, ki je bila morda Ehnatonova žena Nefertiti ali njegova hči Meritaton, in Smenhkare, za katerega nekateri egiptologi verjamejo, da je bil ista oseba kot Neferneferuaton. Večina je prepričana, da je bil druga oseba. Za Smenkareja se ne ve, ali je vladal dlje kot Ehnaton, za Neferneferuaton pa se domneva, da je postala sovladarka tik pred Ehnatonovo smrtjo in je vladala še nekaj časa po njej.
Napis iz Hermopolisa omenja Tutankuatona kot "kraljevega sina", zato na splošno velja, da je bil Ehnatonov sin. Nekateri avtorji domnevajo, da je bil Smenhkarejev sin. Napisi iz obdobja Tutankamonove vladavine ga omenjajo kot sina Ehnatonovega očeta Amenhotepa III., kar bi bilo mogoče samo, če bi Ehnaton dolgo časa vladal kot očetov sovladar. Številni egiptologi, ki so to domnevo podpirali, so jo opustili.
Domneva, da je bila Tutankamonova mati Meketaton, druga hči Ehnatona in Nefretete, je imela podlago na reliefu iz kraljeve grobnice v Amarni. Domneva je malo verjetna, ker je umrla stara približno deset let. Druga interpretacija reliefa omenja Nefretete kot njegovo mater. Meritaton je bila kot njegova mati predstavljena tudi na podlagi ponovnega pregleda pokrova skrinje in tunike za kronanje, najdene v njegovem grobu.
Tutankamona je dojila ženska po imenu Maja, znana iz njene grobnice v Sakari.
Leta 2008 je ekipa z Univerze v Kairu opravila gensko analizo mumij Tutankamona in drugih oseb, za katere je bilo znano, da so bili vladarji Novega kraljestva. Rezultati so pokazali, da je bil Tutankamonov oče mumija iz grobnice KV55, prepoznana kot Ehnaton. Njegova mati je bila mumija iz grobnice KV35, znana kot Mlajša gospa, za katero je bilo ugotovljeno, da je bila sestra svojega moža. To pomeni, da Mlajša gospa iz KV35 ni mogla biti Nefretete, saj ni znano, da bi bila Nefretete Ehnatonova sestra. Ekipa je poročala, da je več kot 99,99 odstotno prepričana, da je bil Amenhotep III. oče osebe iz KV55, ta pa je bila Tutankamonov oče.  Veljavnost in zanesljivost genetskih podatkov mumificiranih ostankov je vprašljiva zaradi mogočega razpada tkiv. Raziskovalci, kot sta Marc Gabolde in Aidan Dodson, trdijo, da je bila Nefertiti zanesljivo Tutankamonova mati. V tej razlagi rezultatov genetska sorodnost ni posledica zakonske zveze brata in sestre, temveč posledica treh generacij zakonskih zvez prvih bratrancev in sestričen, zaradi katerih je bila Nefretete Ehnatonova prva sestrična.
Ko je Tutankamon postal kralj, se je poročil z Anhesenamon, eno od Ehnatonovih hčera. Imela sta dve mrtvorojeni hčerki. Genetski profil obeh mumificiranih hčerk je nepopoln, vendar dovolj dober za potrditev, da je bil Tutankamon njun oče. Nepopolni so tudi podatki za dve mumiji iz KV21. Mumija KV21a je domnevna mati obeh otrok, vendar podatki niso dovolj statistično značilni, da bi jo z zanesljivostjo identificirali kot Anhesenamon. Študije računalniške tomografije, objavljene leta 2011, so pokazale, da je bila prva hčerka rojena v 5. ali 6. mesecu nosečnosti, druga pa v 9. mesecu nosečnosti. Tutankamonova smrt je pomenila konec vladarske rodbine Osemnajste dinastije.

## Vladanje
Tutankamon je bil ob prihodu na prestol star osem do devet let in vzel prestolno ime Nebheperure. Vladal je približno devet let. Med njegovim vladanjem sta bila namesto enega vezirja uvedena vezirja Gornjega in Spodnjega Egipta. Glavni vezir Gornjega Egipta je bil Usermontu. Vezir je bil tudi Pentžu, vendar zanj ni jasno kje. Za Tutankamonovega naslednika Aja ni jasno, ali je bil pred tem vezir ali ne. Aj je morda uporabljal naziv vezir na način brez primere.
Egipčanski svečenik Maneton je napisal obširno zgodovino Egipta, v kateri omenja kralja Orusa, ki je vladal 36 let in imel hčerko Acenheres, ki je vladala dvanajst let. Nje brat Rathotis je vladal samo devet let. Vladarji so omenjeni kot amarnski, vendar raziskovalci ne soglašajo, katero ime ustreza kateri zgodovinski osebnosti. Orusa in Acenheres so izenačili s Horemhebom in Ehnatonom, Rathotisa pa s Tutankamonom. Imena se povezujejo tudi s Smenhkarejem, Amenhotepom III., Ajem in drugimi v različnem zaporedju.
Faraone so po njihovi smrti častili prek posmrtnih kultov v z njimi povezanimi templji. Tutankamon je bil eden redkih kraljev, ki so ga na ta način častili že v času, ko je bil živ. Stela, odkrita v Karnaku in posvečena Amon-Raju in Tutankamonu, kaže, da so lahko kralja v njegovem pobožanstvenem stanju prosili za odpuščanje in osvoboditev od trpljenja zaradi greha. Templji njegovega kulta so bili zgrajeni vse do Kave in Farasa v Nubiji. Naslov sestre podkralja Kuša je vključeval tudi sklicevanje na pobožanstvenega kralja, kar kaže na univerzalnost njegovega kulta.
Da bi bili faraoni, ki so opravljali božansko funkcijo, povezani z ljudmi in bogovi, so bili ob njihovem prihodu na prestol zanje ustvarjeni posebni naslovi. Starodavni egipčanski naslovi so služili tako za izkazovanje osebnih lastnosti kot za njihovo povezavo z zemeljskim kraljestvom. Skozi stoletja se je razvilo pet imen, začenši z Horovim imenom. Tutankamonovo izvirno ime Tutankaton ni imel imena Nebti ali z njim povezanega imena Zlati sokol. V zvezi s temi petimi imeni ni bil odkrit noben uradni protokol. Za ime Tutankaton že od leta 1877 velja, da pomeni "Živa podoba Atona", vendar se nekateti egiptologi so to interpretacijo ne strinjajo. Angleški egiptolog Battiscombe Gunn je prepričan, da se razlaga imena ne vklaplja v Ehnatonovo teologijo, ker bi bilo takšno ime bogokletno. Leta 1926 je ime prevedel kot "Atonovo življenje je prijetno". Profesor Gerhard Fecht je ime prevedel kot "Popolnost življenja nekoga je Aton". Napis na fragmentih dveh kamnitih blokov iz Hermopolisa, najdenih v Ašmuneinu, podpira starejšo razlago Tutankamonovega imena, ki se glasi "Živa podoba Atona".

### Konec amarnskega obdobja
Po kronanju in "posvetom" z bogom Amonom, je Tutankamon bogato obdaril duhovščino Amonovega in Ptahovega kulta. Naročil je izdelavo novih kipov božanstev iz najdražjih kovin in kamna in novih procesijskih bark iz najboljše cedrovine iz Libanona, olepšanih z zlatom in srebrom. Svečenikom in vsem plesalcem, pevcem in spremljevalcem je vrnil prejšnje položaje in objavil odlok o kraljevi zaščiti, s katerim je zagotovil njihovo bodočo stabilnost.
V drugem letu vladanja je začel v kraljestvo vračati prejšnji egipčanski red. On in kraljica sta iz svojih imen izbrisala Atona in ga nadomestila z Amonom. Prestolnico Egipta sta iz Ahetatona preselila nazaj v Tebe. Tutankamon se je odrekel bogu Atonu in ponovno vzpostavil staro mnogobožno egipčansko religijo. Njegovo prvo dejanje na položaju faraona je bila preselitev očetove mumije iz grobnice v Ahetatonu v grobnico v Dolini kraljev. Vse to je okrepilo njegovo vladavino. Obnovil je stele, svetišča in zgradbe v Karnaku. Začel je graditi v Luksorju in obnavljati templje, izropane med Ehnatonovo vladavino.

## Pohodi, spomeniki in gradnje
Zaradi pretresov med Ehnatonovim vladanjem je bila država gospodarsko šibka. Zanemarjene diplomatske odnose z drugimi kraljestvi je Tutankamon poskušal obnoviti, zlasti z Mitanijem. O njegovih uspehih pričajo darila iz različnih držav, najdena v njegovi grobnici. V njegovem pogrebnem templju v Tebah so kljub njegovim prizadevanjem za izboljšanje odnosov našli tudi zapise o bitkah z Nubijci in Azijci. V grobnici so našli neprebojne jopiče, zložljive stolčke, primerne za vojaške pohode, in loke, sam pa se je uril v lokostreltvu. Večina zgodovinarjev domneva, da zaradi mladosti in telesnih okvar v teh bitkah ni sodeloval osebno.
Glede na njegovo starost je imel verjetno svetovalce, med katerimi sta bila verjetno njegov naslednik Aj in Ajev naslednik, general Horemheb. Horemheb piše, da ga je kralj imenoval za "gospodarja dežele", se pravi dednega princa, da bi vzdrževal zakon. Omenil je tudi svojo sposobnost pomiriti mladega kralja, ko se je razvnel.
V tretjem letu vladanja je Tutankamon vrnil v prvotno stanje več sprememb, ki jih je uvedel njegov oče. Ukinil je čaščenje Atona in vrnil Amonu vrhovno oblast. Prepoved Amonovega kulta je bila odpravljena in njegovi duhovščini so bili vrnjeni tradicionalni privilegiji. Po preselitvi prestolnice nazaj v Tebe, je bila prejšnja prestolnica Ahetaton zapuščena. Tutankamon je začel na veliko graditi, zlasti v Karnaku, kjer je postavil drevored sfing do Mutinega templja. Sfinge so bile prvotno narejene za Ehnatona in Nefertiti. Dobile so nove ovnove glave in majhne kipe kralja. V luksorskem templju je dokončal okrasitev vhodne kolonade Amenhotepa III.  Obnovljeni so bili spomeniki, uničeni pod Ehnatonom, in ustvarjene nove kultne podobe boga Amona. Tradicionalna praznovanja so se spet začela praznovali, vključno s tistimi, povezanimi z bikom Apisom, Horom in Opet. Njegova obnovitvena stela, postavljena pred templjem v Karnaku, pravi:
"Templji bogov in boginj . . . so bili v ruševinah. Njihova svetišča so bila opustela in zaraščena. Svetišča kot da niso obstajala in njihova dvorišča so se uporabljala kot ceste . . . bogovi so tej deželi obrnili hrbet . . . Če bi kdo prosil boga za nasvet, se ne bi nikoli odzval."
Zgradba, imenovana "Tempelj Nebheperureja, Amonovega ljubljenca, ki je v Tebah vzpostavil red", je bila morda zgradba, imenovana "Nebheperrejev tempelj v Tebah". Zgrajena je bila iz blokov Ehnatonovih Atonovih templjev v vzhodnem Karnaku in kaže, da so že takrat začeli rušiti Atonove templje. Ob Tutankamonovi smrti je bilo veliko gradenj nedokončanih in so jih dokončali ali prilastili njegovi nasledniki, zlasti Horemheb. Slednji je prisvojil Obnovitveno stelo, gradivo iz Nebheperurejevega templja pa je uporabil za svoje gradnje.

## Zdravje in smrt
Tutankamon je bil drobne postave in visok približno 167 cm. Imel je velike štrleče sekalce, značilen za Tutmozide, ki jim je pripadal. Analiza oblačil iz njegove grobnice, zlasti dimenzij njegovih opasnic in pasov, kaže, da je imel ozek pas in zaobljene boke. Preučevanje njegovih nenavadnih upodobitev je sprožilo špekulacije, da je trpel za ginekomastijo, Marfanovim sindromom, Wilson-Turnerjevim sindromom intelektualne invalidnosti, Fröhlihovim sindromom (adiposogenitalna distrofija), Klinefelterjevim sindromom, sindromom neobčutljivosti na androgene, sindromom presežka aromataze v povezavi s sindromom sagitalne kraniosinostoze in Antley-Bixlerjevim sindromom ali eno od njegovih različic. Domneva se tudi, da je trpel za podedovano epilepsijo temporalnega režnja, s katero se je poskušalo razložiti religioznost njegovega pradeda Tutmoza IV. in očeta Ehnatona ter njuno zgodnjo smrt. Za postavljanje takšne diagnoze je potrebna velika previdnost.
Januarja 2005 je bila opravljena računalniška tomografija Tutankamonove mumije, ki je pokazala, da je imel faraon delno razcepljeno trdo nebo in morda blago ukrivljenost hrbtenice. Imel je plosko desno stopalo s hipofalangizmom, medtem ko je bilo njegovo levo stopalo kijasto in utrpelo kostno nekrozo druge in tretje metatarzalne kosti (Freibergova bolezen ali Köhlerjeva bolezen II). Diagnoza desnega kijastega stopala je sporna. James Gamble je namesto nje predlagal, da je oblika posledica Tutankamonove hoje po zunanji strani stopala zaradi bolečin, ki jih je povzročala Köhlerjeva bolezen II. Člani Hawasove ekipe so njegovo teorijo zavrnile. Bolečina je morda prisilila Tutankamona, da je hodil s palico, od katerih so mnoge našli v njegovi grobnici. Genetsko testiranje z analizo STR je zavrnilo hipotezo o ginekomastiji in kraniosinostozah ali Marfanovem sindromu.  Genetsko testiranje genov STEVOR, AMA1 ali MSP1, specifične za Plasmodium falciparum, je razkrilo znake tropske malarije pri 4 mumijah, vključno s Tutankamonovo. Testiranja so trenutno najstarejši znani genetski dokazi te bolezni. Ekipa je odkrila DNK iz več sevov parazita, kar kaže, da je bil faraon večkrat okužen z najhujšim sevom malarije. Njegove okužbe z malarijo so lahko povzročile usoden imunski odziv v telesu ali sprožile cirkulatorni šok. Tomografija je pokazala tudi to, da je utrpel večkraten zlom leve noge. Raztrgai robovi zloma in ostri robovi kosti kažejo na poškodbo malo pred smrtjo. Znotraj zloma so bile prisotne snovi za balzamiranje, ki kažejo na odprto rano. Na mumiji ni nobenih znakov zdravljenja zloma.
Rekonstrukcijo Tutankamonovega obraza sta leta 2005 izvedla Egiptovski vrhovni svet za starine in National Geographic. Egiptovska, francoska in ameriška ekipa so delale ločeno. Egiptovska in francoska ekipa sta vedeli, da je njihov predmet Tutankamon, medtem ko je ameriška ekipa delala na slepo. Vse ekipe so dosegle zelo podobne rezultate. Silikonski odlitek obraza je bil narejen po rekonstrukciji francoske ekipe.

### Vzrok smrti
Okoliščine Tutankamonove smrti niso opisane v nobenem ohranjenem zapisu in so bile zato predmet obsežnih razprav in študij. Hawass in njegova ekipa domnevata, da je bila njegova smrt verjetno posledica kombinacije njegovih številnih telesnih okvar, zloma noge, morda zaradi padca, in hude okužbe z malarijo. Timmann in Meyer v nasprotju s Hawasom trdita, da se patološimi ugotovitvami bolj ujema anemija srpastih celic, ki jo je imel kralj. Za Hawassovo mnenje menita, da je "zanimiva in verodostojna".
Na osnovi rentgenskega posnetka iz leta 1968, ki je pokazal dva kostna fragmenta znotraj lobanje, se je teoretiziralo, da bi vzrok smrti lahko bil udarec v glavo. Računalniška tomografija je to domnevo ovrgla. Fragmenti kosti so bili posledica sodobnega odvijanja mumije, ker so bili krhki in niso bili prilepljeni na smolo za balzamiranje. Med preiskavami niso odkrili nobenih znakov, ki bi kazali na usoden udarec v glavo.
Domnevo, da je mladi kralj umrl v nesreči z vozom, so sprožile zmečkanine in dejstvo, da manjkajo sprednji del njegove prsne stene in nekaj reber. Za manjkajoča rebra je malo verjetno, da so posledica poškodbe, ki jo je utrpel malo pred smrtjo. Fotografije, posnete ob zaključku Carterjevega izkopavanja leta 1926, kažejo, da je bila kraljeva prsna stena takrat nedotaknjena. Še vedno je nosil ovratnik s perlami iz zaključki s sokoljo glavo. Odsotnost ovratnika in prsne stene sta bila prvič opažena na rentgenskem posnetku iz leta 1968 in dodatno potrjena z računalniško tomografijo.

## Grobnica
Tutankamon je bil pokopan v grobnici, nenavadno majhni za njegov status. Umrl je morda nepričakovano in še preden je uspel dokončati sebi primerno grobnico. Mumijo so zato pokopali v grobnici nekoga drugega, da bi ohranili spoštovanje do običajnih 70 dni med smrtjo in pokopom. Njegova grobnica je bila v antiki vsaj dvakrat oropana. Ukradeni predmeti, vključno s pokvarljivimi olji in parfumi, in dokazi o obnovi grobnice po vdorih kažejo, da so se ti ropi zgodili verjetno nekaj mesecev po pokopu. Lokacija grobnice je bila potem izgubljena, ker so jo zasuli ostanki naslednjih grobnic, nad vhodom v grobnico pa so bile zgrajene delavske hiše.

### Odkritje
Koncesijske pravice za izkopavanje Doline kraljev je od leta 1905 do 1914 imel Theodore Davis. V tem času je odkopal deset grobnic, vključno s skoraj nedotaknjeno nekraljevsko grobnico Juje in Tjuju, staršev kraljice Tije. Kasneje ni odkril ničesar pomembnega.
V KV58 je našel več predmetov, povezanih s Tutankamonom, vključno z gumbi in ročaji z njegovim imenom. Bil je prepričan, da je odkril faraonovo izgubljeno grobnico, objavil svoje ugotovitve in izjavil: "Bojim se, da je Dolina grobnic izčrpana".
Leta 1907 sta William Garstin in Gaston Maspero povabila Howarda Carterja na izkopavanje v Dolini kraljev v imenu Georgea Herberta, 5. grofa Carnarvona. Carnarvon in Carter sta upala, da bosta s tem pridobila koncesije, ko se jim bo Davis odrekel. Nanje sta morala čakati sedem let in v tem času izkopavala v različnih delih tebanske nekropole.
Po sistematičnih raziskavah, ki so se začele leta 1915, je Carter novembra 1922 odkril pravo Tutankamonovo grobnico (KV62). Do februarja 1923 je bila očiščena predsoba, razen dveh stražarskih kipov. Določena sta bila dan in ura odpiranja grobnice z okoli dvajsetimi povabljenimi pričami, med katerimi so bili lord Carnarvon, več egiptovskih uradnikov, predstavniki muzeja in osebje vladnega urada za tisk. 17. februarja 1923 nekaj po drugi uri je bil zlomljen pečat grobnice.

### Vsebina
V grobnici je bilo najdenih 5398 predmetov, vključno z krsto iz čistega zlata, obrazno masko, prestoli, loki, trobentami, lotosovim kelihom, dvema imiutskima fetišema, stojali z zlatimi prsti, pohištvom, hrano, vinom, sandali in svežim platnenim spodnjim perilom. Howard Carter je za katalogizacijo predmetov potreboval 10 let.
Nedavna analiza kaže, da ima bodalo, odkrito v grobnici, železno rezilo iz meteorita. Preučevanje bodala in drugih predmetov iz Tutankamonove grobnice bi lahko dalo dragocen vpogled v tehnologije obdelave kovin v tistem času v Sredozemlju.
Številni najdeni predmeti kažejo znake, da so bili prvotno izdelani za prejšnje lastnike, verjetno Smenhkareja ali Neferneferuaton ali oba, in bili kasneje prilagojeni zanj.
4. novembra 2007, 85 let po Carterjevem odkritju, je bila Tutankamonova mumija postavljena na ogled v njegovo podzemno grobnico v Luksorju. Mumijo, zavito v platno, so vzeli iz zlatega sarkofaga in jo prenesli v klimatsko nadzorovano stekleno skrinjo. Skrinja je zasnovana tako, da preprečuje prekomerno razgradnjo, ki jo povzročata vlaga in toplota obiskovalcev grobnice. Leta 2009 je bila grobnica zaprta zaradi obnove, ki sta jo izvajala egiptovsko Ministrstva za starine in Gettyjev konzervatorski institut. Obnova sten, poškodovanih zaradi vlage, naj bi trajala pet let, revolucija leta 2011 pa je obnovo prekinila. Grobnico so ponovno odprli februarja 2019.

### Prekletstvo faraonov
Dolga leta so se vztrajno širile govorice o "prekletstvu faraonov", verjetno zaradi časopisov, ki so želeli pvečati prodajo v času odkritja Tutankamonove grobnice. Govorice so poudarjale prezgodnjo smrt nekaterih prvih obiskovalcev njegove grobnice. Najpomembnejši je bil George Herbert, 5. grof Carnarvona, ki je umrl 5. aprila 1923, pet mesecev po odkritju prve stopnice v grobnico 4. novembra 1922.
Vzrok Carnarvonove smrti je bila pljučnica, ki se je začela kot akutna okužba kože obraza in spodnjega mehkega tkiva s streptokoki (erizipel). Carnavon je leta 1901 doživel prometno nezgodo, zaradi katere je bil krhkega zdravja. Zdravnik mu je priporočil toplejše podnebje, zato so Carnarvonovi leta 1903  odpotovali v Egipt. Grof se je tam začel zanimati za egiptologijo. Obremenitve med izkopavanjem so še poslabšale njegovo zdravstveno stanje, ki se je končalo s pljučnico in smrtjo.
Študije so pokazale, da je bilo pri odpiranju grobnice in sarkofaga prisotnih  58 oseb, od katerih je v naslednjih dvanajstih letih umrlo samo osem oseb. Howard Carter je umrl zaradi limfoma leta  1939, star 64 let. Med zadnjimi preživelimi sta bila Carnavonova hčerka Evelyn Herbert, ki je leta 1922 med prvimi vstopila v Tutankamonova in živela še 57 let, in ameriški arheolog J.O. Kinnaman, ki je umrl leta 1961, 39 let po dogodku.

## Zapuščina
Tutankamonova slava je posledica predvsem njegove dobro ohranjene grobnice in svetovnih razstav z njim povezanih predmetov. Jon Manchip White je v svojem predgovoru h Carterjevi izdaji Odkritja Tutankamonove grobnice leta 1977 zapisal: "Faraon, ki je bil v življenju eden od najmanj cenjenih egipčanskih faraonov, je po smrti postal najbolj znan."
Odkritja v grobnici so v dvajsetih letih prejšnjega stoletja spadala med najodmevnejše novice. Tutankamonu so dali sodobnejše ime "kralj Tut". Stareegipčanske teme so postale običajne v ljudski kulturi, vključno s popevkami. Najbolj priljubljena med slednjimi je bila Stari kralj Tut Harryja Von Tilzerja iz leta 1923, ki so jo posneli tako ugledni umetniki tistega časa, kot so bili Jones & Hare in Sophie Tucker. "Kralj Tut" je postal ime izdelkov, podjetij in celo psa predsednika ZDA Herberta Hooverja.

### Mednarodne razstave
Tutankamonovi artefakti so potovali po svetu in privabljali nepričakovano veliko obiskovalcev. Razstave so se začele leta 1962, ko je Alžirija pridobila neodvisnost od Francije. Po koncu tega konflikta je lahko pariški muzej Louvre hitro uredil razstavo Tutankamonovih zakladov. Francoska razstava je privabila 1,2 milijona obiskovalcev. Organizatorji so uspeli prepričati egiptovskega ministra za kulturo, da je dovolil britanskemu fotografu Georgeu Rainbirdu fotografiranje zbirke v barvah. Nove barvne fotografije in razstava v Louvru so začele Tutankamonov preporod.
Leta 1965 je Tutankamona razstava odpotovala v Tokio na Japonskem, kjer je imela več obiskovalcev kot kasnejša razstava v New Yorku leta 1979. Iz Tokia se je razstava preselila v Kiotski mestni muzej umetnosti, kjer jo je obiskalo skoraj 1,75 milijona obiskovalcev, in nato v Fukuoko. Zanimanje za razstave je preseglo vse druge razstave Tutankamonovih zakladov v naslednjih petdeset letih.
Od 30. marca do 30. setembra 1972 so bili Tutankamonovi zakladi prvič razstavljeni v Britanskem muzeju v Londonu. Razstavo je obiskalo več kot 1,6 milijona obiskovalcev. Od tam se je selila po več drugih državah, vključno z Združenimi državami Amerike, Sovjetsko zvezo, Japonsko, Francijo, Kanado in Zahodno Nemčijo. V Združenih državah Amerike jo je od 17. novembra 1976 do 15. aprila 1979 obiskalo več kot osem milijonov obiskovalcev.
Leta 2005 so Egiptovski vrhovni svet za starine, Arts and Exhibitions International in National Geographic Society organizirali turnejo Tutankamonovih zakladov in drugih dragocenosti Osemnajste dinastije, tokrat pod naslovom "Tutankamon in zlata oba faraonov". Imela je podobno, vendar nekoliko drugače predstavljeno vsebino kot prejšnje razstave. Organzatorji so pričakovali več kot tri milijone obiskovalcev, vendar jo je samo na prvih štirih postajah obiskalo skoraj štiri milijone ljudi. Razstava se je začela v Los Angelesu in se nato preselila v Fort Lauderdale, Chicago, Filadelfijo in London. Avgusta 2008 se je vrnila v Egipt.
Razstava se je zatem prvič preselila v Avstralijo v Muzej Melbourna in se decembra 2011 vrnila v Kairo.
Razstave so vsebovale 80 predmetov iz vladavin Tutankamonovih neposrednih predhodnikov iz Osemnajste dinastije, vključno s Hačepsut, katere trgovinska politika je zelo povečala bogastvo Osemnajste dinastije in omogočila razkošje Tutankamonovih grobnih pridatkov, in 50 predmetov iz Tutankamonove grobnice. Zaradi poškodb predmetov na prejšnjih turnejah se je egiptovska vlada odločila, da Tutankamonove zlate posmrtne maske na razstavah ne bo.
Leta 2018 je bilo napovedano, da se bo leta 2019  začela nova mednarodna turneja, na kateri naj bi bila največja dotedanja zbirka predmetov. Razstavljenih naj bi bilo kar štirideset odstotkov predmetov iz Tutankamonove grobnice. Napovedani naslov turneje je bil "Kralj Tut: zakladi zlatih faraonov". Turneja 2019-2022 se je pod naslovom  "Tutankamon, faraonovi zakladi" začela v Los Angelesu in se nato marca 2019 preselila v Pariz, kjer je ostala do septembra 2019. Rastavljenih je bilo 150 zlatnikov, nakit, kipi in gravure in restavrirana Tutankamonova maska. Razstava se je novembra 2019 preselila v London. Nadaljevanje turneje v Boston in Sidney je preprečila epidemija COVID-19. Razstavni predmeti so se vrnili v Kairo in nato v različne institucije. Stalna razstava Tutankamonovih zakladov naj bi se odprla leta 2021 v Velikem gipčanskem muzeju v Kairu. 

## Leposlovje
- Bob Brier: Skrivnostna smrt Tutankamona (ne upošteva novejših znanstvenih dejstev glede vzroka Tutankamonove smrti)
- Nick Drake: Tutankamon, Knjiga senc

- Mladi kralj Tutankamon
- Tutankamon in njegove velika kraljeva žena Anhesenamon
- Skarabejski pečatni prstan z njegovim prestolnim imenom Neb-Heperu-Ra
- Tutankamon in žena Sehmet darujeta bogu Ptahu
- Tutankamonov kip v Karnaku
- Lord Carnarvon, njegova hčerka Evelin Beauchamp in Howard Carter na vhodu v grobnico leta 1922
- Notranjost grobnice; fotografija Harryja Burtona  (1922)